# Notation de Siegbahn
La notation de Siegbahn est utilisée pour désigner les raies des spectres caractéristiques des éléments. Elle a été créée par Karl Manne Georg Siegbahn (1886–1978, prix Nobel de physique en 1924).
Les raies caractéristiques correspondent à des transitions électroniques (les électrons de l'atome « sautent » d'un niveau à l'autre). Dans le cas d'une raie d'absorption, l'électron saute d'un niveau de basse énergie vers un niveau de haute énergie ; dans le cas d'une raie d'émission, l'électron saute d'un niveau de haute énergie vers un niveau de basse énergie.
Le tableau ci-dessous donne correspondance entre le préfixe de quelques raies et les couches en question (notées par la lettre et le nombre quantique principal n).
| Couche de basse énergie | Couche de haute énergie | Préfixe de la raie |
| ----------------------- | ----------------------- | ------------------ |
| K (n = 1)               | L (n = 2)               | Kα                 |
| K (n = 1)               | M (n = 3)               | Kβ1                |
| K (n = 1)               | N (n = 4)               | Kβ2                |
| L (n = 2)               | M (n = 3)               | Lα                 |
| L (n = 2)               | N (n = 4)               | Lβ                 |
| L (n = 2)               | O (n = 5)               | Lγ                 |
| M (n = 3)               | N (n = 4)               | Mα                 |
| M (n = 3)               | O (n = 5)               | Mδ                 |

Le tableau ci-dessous donne correspondance entre le nom de quelques raies et les niveaux en question.
| Niveau de basse énergie | Niveau de haute énergie | Nom de la raie |
| ----------------------- | ----------------------- | -------------- |
| K (1S0)                 | L3 (²P3/2)              | Kα1            |
| K (1S0)                 | L2 (²P1/2)              | Kα2            |
| K (1S0)                 | M3 (³P3/2)              | Kβ1            |
| L3 (²P3/2)              | M5 (³D5/2)              | Lα1            |
| L2 (²P1/2)              | M4 (³D3/2)              | Lβ1            |
| M5 (³D5/2)              | N7 (5P3/2)              | Mα1            |

## Correspondance avec les autres notations
Cette notation est très largement utilisée en spectroscopie, mais l'UICPA (Union internationale de chimie pure et appliquée) recommande une autre notation (voir Notation IUPAC des raies spectrales, section 4, table 2).
| Notation de Siegbahn | Notation IUPAC |
| Série K              | Série K        |
| -------------------- | -------------- |
| Kα1                  | K-L3           |
| Kα2                  | K-L2           |
| Kβ1                  | K-M3           |
| Kβ2I                 | K-N3           |
| Kβ2II                | K-N2           |
| Kβ3                  | K-M2           |
| Kβ4I                 | K-N5           |
| Kβ4II                | K-N4           |
| Kβ4x                 | K-N4           |
| Kβ5I                 | K-M5           |
| Kβ5II                | K-M4           |
| Série L              |                |
| Lα1                  | L3-M5          |
| Lα2                  | L3-M4          |
| Lβ1                  | L2-M4          |
| Lβ2                  | L3-N5          |
| Lβ3                  | L1-M3          |
| Lβ4                  | L1-M2          |
| Lβ5                  | L3-O4, 5       |
| Lβ6                  | L3-N1          |
| Lβ7                  | L3-O1          |
| Lβ7'                 | L3-N6, 7       |
| Lβ9                  | L1-M5          |
| Lβ10                 | L1-M4          |
| Lβ15                 | L3-N4          |
| Lβ17                 | L2-M3          |
| Lγ1                  | L2-N4          |
| Lγ2                  | L1-N2          |
| Lγ3                  | L1-N3          |
| Lγ4                  | L1-O3          |
| Lγ4'                 | L1-O2          |
| Lγ5                  | L2-N1          |
| Lγ6                  | L2-O4          |
| Lγ8                  | L2-O1          |
| Lγ8'                 | L2-N6(7)       |
| Lη                   | L2-M1          |
| Ll                   | L3-M1          |
| Ls                   | L3-M3          |
| Lt                   | L3-M2          |
| Lu                   | L3-N6, 7       |
| Lv                   | L2-N6(7)       |
| Série M              |                |
| Mα1                  | M5-N7          |
| Mα2                  | M5-N6          |
| Mβ                   | M4-N6          |
| Mγ                   | M3-N5          |
| Mζ                   | M4, 5-N2, 3    |